# Lana Tetuanui
Lana Tetuanui, née Hunter le 23 février 1970 à Uturoa (Raiatea), est une femme politique française. Membre du Tapura huiraatira, elle est représentante à l'Assemblée de la Polynésie française — dont elle est un temps première vice-présidente — depuis 2001 et sénatrice de Polynésie française depuis 2015.

## Biographie
Née Hunter, elle fait toute sa scolarité à Uturoa et obtient son baccalauréat à 19 ans. Elle entame alors une carrière de 10 ans dans le secteur du tourisme, notamment au sein de l'office d'accueil de l'île de Raiatea.
Mariée à Cyril Tetuanui, aujourd'hui maire de Tumaraa (île de Raiatea) et président du Syndicat de promotion des communes de Polynésie française (SPCPF), elle est mère de trois enfants.
Elle commence sa carrière politique en mai 2001 comme conseillère territoriale à l'Assemblée de la Polynésie française en étant élue sur la liste présentée par le principal parti indépendantiste polynésien dirigé par Oscar Temaru, où elle est ensuite reconduite sans discontinuer lors des mandatures suivantes (dernière réélection : 2018) grâce à l'appui du principal parti autonomiste d'alors dirigé par Gaston Flosse.
Figure de premier plan des îles Sous-le-Vent, elle est élue dès 2004 à la vice-présidence de l'Assemblée (2004-2005, 2e vice-présidente). Elle accède par la suite à la fonction ministérielle polynésienne en se voyant successivement confier les maroquins de ministre du Développement des archipels (2008) et de ministre de l'Emploi et du Travail chargée du dialogue social et de la lutte contre la vie chère (2009-2011).
À partir de 2014, elle renforce sa position au sein de l'Assemblée territoriale en occupant le poste de 1er vice-président au côté du président Édouard Fritch.
Membre du parti majoritaire, le Tahoera'a huiraatira, qu'elle rejoint dans les mois qui suivent sa première élection en 2001, elle est l'un des principaux acteurs de la tentative, en février 2015, de régulation du conflit qui oppose alors le fondateur du parti Gaston Flosse et son ex-gendre et héritier politique, Édouard Fritch. En jeu alors, le contrôle du parti et celui de la Polynésie dont Édouard Fritch assure la présidence depuis le départ de Gaston Flosse, condamné à de l'inéligibilité dans une affaire d'emplois fictifs.
Face à l'échec de cette tentative, Lana Tetuanui choisit de rejoindre le camp d'Édouard Fritch en déposant sa candidature à l'élection sénatoriale partielle de mai 2015. Avec son homologue Nuihau Laurey, elle défie alors les candidats présentés par Gaston Flosse, les ex-sénateurs Teura Iriti et Vincent Dubois dont le Conseil constitutionnel annule l'élection en février 2015. Elle est alors exclue du parti Tahoera'a huiraatira, mais est élue largement dès le 1er tour, une élection interprétée alors comme une défaite du président du parti, Flosse. Elle devient cofondatrice d'un nouveau groupe politique à l'Assemblée de la Polynésie française, le Tapura huiraatira, qui confirme la mise en minorité du parti précédemment majoritaire, le Tahoera'a huiraatira. Elle siège comme apparentée au groupe Union centriste.
Elle soutient Alain Juppé pour la primaire présidentielle des Républicains de 2016.